# Ne me quitte pas (album)
Pour l’article homonyme, voir Ne me quitte pas.
Albums de Jacques Brel
L'Homme de la Mancha
(1968) Les Marquises
(1977)
Singles
1. Ne me quitte pas
Sortie : 1972

Ne me quitte pas est un album de Jacques Brel, paru en 1972 chez Barclay. Brel y réenregistre des chansons initialement gravées entre 1956 et 1961 ; il ne propose aucune chanson inédite.

Sans titre à l'origine, cet album est désormais identifié par celui de la chanson qui ouvre le disque.

## Historique
Jacques Brel, qui a arrêté la scène en 1967 et a cessé d'enregistrer depuis 1968 pour se consacrer au cinéma et à sa passion de l'aviation, n'en est pas moins toujours sous contrat avec sa maison de disques. Ce contrat stipule qu'il doit fournir au moins un album par an à Barclay, obligation dont Brel ne s'est plus acquitté depuis quatre ans.
Faute de chansons nouvelles à proposer, sans doute amicalement pressé par Eddie Barclay de sortir quelque chose[réf. nécessaire], Brel décide de réenregistrer, avec des arrangements remis au goût du jour, onze de ses plus grands standards. Dix furent initialement enregistrées lors de sa période Philips. Quant à la chanson Les biches, elle fut créée et enregistrée en public à l'Olympia en 1961 (voir l'album Olympia 1961) ; Brel l'enregistre en studio l'année suivante sur l'album Les Bourgeois, sa première publication chez Barclay.
L'arrangeur François Rauber affirmera plus tard que selon lui ces réenregistrements n'égalent pas les originaux.

## Liste des titres
Textes et musiques de Jacques Brel, sauf indication contraire. La liste des titres est établie d'après l'édition CD fac-similé de 2003.
| No  | Titre                    | Compositeur(s)                  | Durée |
| --- | ------------------------ | ------------------------------- | ----- |
| 1.  | Ne me quitte pas         |                                 | 4:10  |
| 2.  | Marieke                  | Jacques Brel & Gérard Jouannest | 2:56  |
| 3.  | On n'oublie rien         | Jacques Brel & Gérard Jouannest | 3:05  |
| 4.  | Les Flamandes            |                                 | 2:36  |
| 5.  | Les Prénoms de Paris     | Jacques Brel & Gérard Jouannest | 2:32  |
| 6.  | Quand on n'a que l'amour |                                 | 3:11  |
| 7.  | Les Biches               | Jacques Brel & Gérard Jouannest | 4:20  |
| 8.  | Le Prochain Amour        | Jacques Brel & Gérard Jouannest | 4:17  |
| 9.  | Le Moribond              |                                 | 3:19  |
| 10. | La Valse à mille temps   |                                 | 4:40  |
| 11. | Je ne sais pas           |                                 | 3:09  |

## Crédits
- Arrangements et direction d'orchestre : François Rauber
- Prise de son : Claude Achallé
- Crédits visuels : Alain Marouani

## Autour de l'album
- La version anglaise de la chanson Le Moribond, Seasons in the Sun, interprétée par Terry Jacks, est à la même époque un énorme succès, Canada 1974.
- La version anglaise de la chanson Ne Me Quitte Pas, If You Go Away (en), interprétée par Terry Jacks, est aussi un énorme succès, Canada, 1974.